# Кучин (Бардјејов)
Кучин (слч. Kučín) насељено је мјесто са административним статусом сеоске општине (слч. obec) у округу Бардјејов, у Прешовском крају, Словачка Република.

## Становништво
| Година:    | 1994. | 2004.   | 2014.   | 2024.   |
| ---------- | ----- | ------- | ------- | ------- |
| Број људи: | 322   | 319     | 324     | 327     |
| Разлика:   |       | -0,93 % | +1,56 % | +0,92 % |

| Година:    | 2023. | 2024.   |
| ---------- | ----- | ------- |
| Број људи: | 324   | 327     |
| Разлика:   |       | +0,92 % |

Према подацима о броју становника из 2024. године насеље је имало 327 становника.